# دانيلو دونتشيتش
دانيلو دونتشيتش هو مدرب كرة قدم ولاعب كرة قدم صربي في مركز الهجوم، ولد في 20 أغسطس 1969 في فرانيي في صربيا. لعب مع سلايما واندريرز ونابريداك كروشيفاتس ونادي أو إف كيه بيوغراد ونادي تشوكاريتشكي ونادي فاليتا ونادي لوكوموتيف صوفيا.

## وصلات خارجية
- دانيلو دونتشيتش على موقع الاتحاد الأوربي (الإنجليزية)
- دانيلو دونتشيتش على موقع قاعدة بيانات كرة القدم.إي يو (الإنجليزية)
- دانيلو دونتشيتش على موقع عالم كرة القدم.نت (الإنجليزية)